# Bad Ragaz
Bad Ragaz (pronuncia: /ˈbɑːt ˌraɡaʦ/, toponimo tedesco; fino al 1937 Ragaz) è un comune svizzero di 6 835 abitanti del Canton San Gallo, nel distretto di Sarganserland.

## Geografia fisica

Il monte Pizol

Il territorio di Bad Ragaz si estende allo sbocco delle gole della Tamina nella pianura del Reno, ai piedi delle Alpi del Tamina e del monte Pizol (2 844 m s.l.m.).

## Storia
Il comune politico di Bad Ragaz è stato istituito nel 1803 e comprendeva anche le località di Vilters e Wangs, che nel 1816 se ne separarono per formare il comune autonomo di Vilters (dal 1996 Vilters-Wangs).

## Monumenti e luoghi d'interesse
- Chiesa parrocchiale cattolica di San Pancrazio, attestata dal 1209 e ricostruita in stile barocco nel 1703-1705[3];
- Cappella di San Leonardo, eretta nel 1410 circa[3];
- Rovine della fortezza di Freudenberg, costruita nel XIII secolo e in rovine dal 1437[3][5];
- Hôtel Hof Ragaz, costruito nel 1840[3];
- Stabilimento termale Ragaz-Pfäfers, costruito nel 1868 da Bernhard Simon con il Grand Hôtel Quellenhof[3].

## Società

### Evoluzione demografica
L'evoluzione demografica è riportata nella seguente tabella:
Abitanti censiti

## Economia

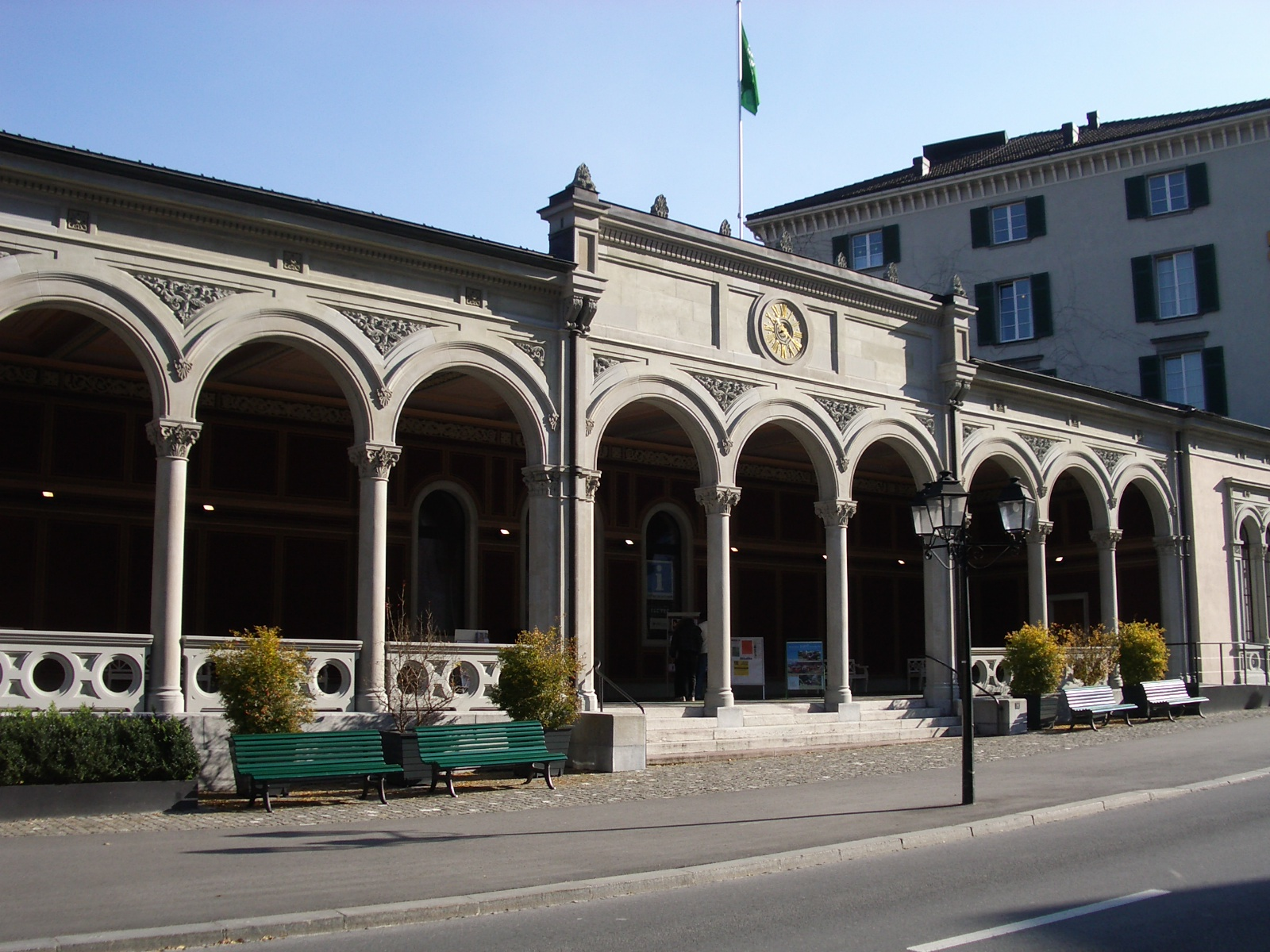
Stabilimento termale di Bad Ragaz

L'economia locale si basa prevalentemente sul turismo termale (sviluppatosi a partire 1838) e sciistico (stazione sciistica attiva dal 1954); sono presenti anche stabilimenti industriali (elettronica, meccanica).

## Infrastrutture e trasporti

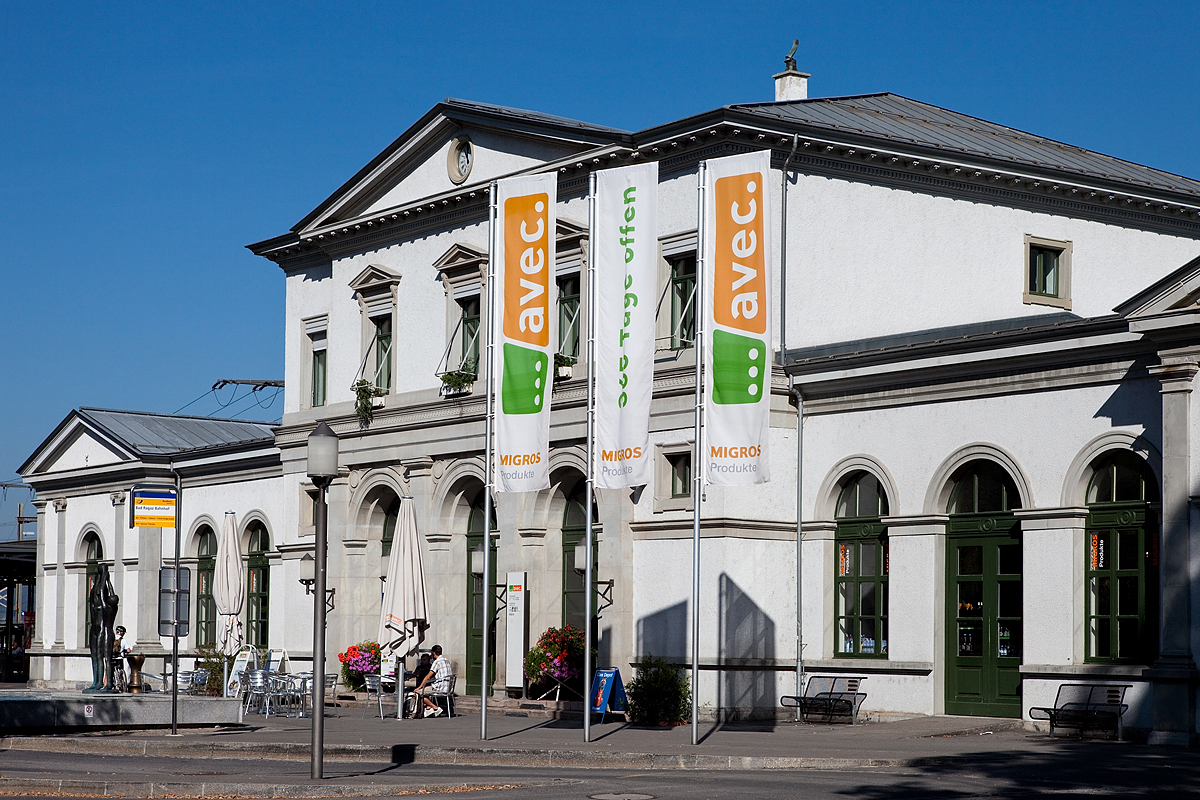
La stazione di Bad Ragaz

Bad Ragaz è servito dall'omonima uscita sull'autostrada A13/E43, dalla strada principale 3/13 e dall'omonima stazione sulla ferrovia Coira-Rorschach (linea S12 della rete celere di San Gallo).